# Michel Boerebach
Michel Boerebach, född 27 september 1963 i Amsterdam, Nederländerna, är en före detta fotbollsspelare, numera assisterande tränare i Go Ahead Eagles där han själv påbörjade sin spelarkarriär. Han slutade spela fotboll 1998.

## Klubbar
- Go Ahead Eagles
- Roda JC
- PSV Eindhoven
- Burgos CF (Spanien)
- FC Twente